# Kanton Bourg-en-Bresse-Sud
Der Kanton Bourg-en-Bresse-Sud war von 1982 bis 2015 ein französischer Wahlkreis im Département Ain in der Region Rhône-Alpes. Er umfasste den südlichen Teil der Départementshauptstadt Bourg-en-Bresse. 

## Einwohner
| Bevölkerungsentwicklung | Bevölkerungsentwicklung |
| Jahr                    | Einwohner               |
| ----------------------- | ----------------------- |
| 1990                    | 12.209                  |
| 1999                    | 14.616                  |
| 2006                    | 14.689                  |
| 2011                    | 15.012                  |

## Politik
| Vertreter im conseil général des Départements | Vertreter im conseil général des Départements | Vertreter im conseil général des Départements |
| Amtszeit                                      | Name                                          | Partei                                        |
| --------------------------------------------- | --------------------------------------------- | --------------------------------------------- |
| 1988–2015                                     | Jean-Paul Rodet                               | PS                                            |